# János Erdei
János Erdei est un boxeur hongrois né le 2 novembre 1919 à Makó et mort le 10 janvier 1997 à Óföldeák.

## Carrière
Au cours de sa carrière, il a décroché cinq titres nationaux, en 1943, en 1944, en 1949, en 1950 et en 1951, tous en poids coqs. Il a participé aux championnats d'Europe à Milan en 1951 dans la catégorie poids coqs et a remporté lors de cette épreuve la médaille de bronze en ne s'inclinant qu'en demi-finale face à l'Italien Vincenzo Dall'Osso.
Erdei a également participé au concours de boxe aux Jeux olympiques d'été de 1952 à Helsinki dans la catégorie poids plumes et s'est classé 5ème en ne s'inclinant qu'en quarts de finale face au Tchécoslovaque Ján Zachara.

## Parcours auxJeux olympiques
Jeux olympiques d'été de 1952 à Helsinki (poids plumes) :
- Bat Georgi Malezanov (Bulgarie) 2-1
- Bat Kurt Schirra (Sarre) 3-0
- Perd contre Ján Zachara (Tchécoslovaquie) 1-2

## Reconnaissance
En 2009, l'ancienne Városi Sportcsarnok de à Makó a pris le nom du boxeur olympique, où le tournoi de boxe commémoratif János Erdei a été organisé à plusieurs reprises en son honneur.